# Skråskrift
Skråskrift er en sammenhængende håndskrift, hvor alle bogstaverne i et ord hænger sammen. Skråskrift er ved at uddø og er efterhånden blevet afløst af formskrift og grundskrift. 